# Reo
Reo (en grec antic Ῥοὶω, Rhoeo «la Magrana»), va ser, segons la mitologia grega, una filla d'Estàfil i neta de Dionís. Tenia dues germanes, Molpàdia (o Hemitea) i Pàrtenos.
Quan Lircos va passar per les seves terres, Reo s'enamorà del seu hoste i va disputar amb la seva germana el dret de convertir-se amb la seva amant. Més endavant va ser amant d'Apol·lo. El seu pare, Estàfil, no es va creure que es tractés d'un déu, sinó que el responsable havia de ser un mortal. La va tancar dins d'un cofre i la va llançar al mar. El cofre va arribar a Eubea (o potser a Delos). Rea va tenir un fill, Anios, a qui Apol·lo li va atorgar el do de la profecia.
Més endavant es va casar amb Zàrex, fill de Carist, amb el que va tenir cinc fills (en algunes versions només dos).